# Nancy Drew: Ghost of Thornton Hall
| Иноязычные издания | Иноязычные издания |
| Издание            | Оценка             |
| ------------------ | ------------------ |
| Common Sense Media | [ 1 ]              |
| Gamezebo           | [ 2 ]              |

«Нэнси Дрю: Призрак усадьбы Торнтон» (англ. Nancy Drew: Ghost of Thornton Hall) — 28-я игра-квест из серии «Нэнси Дрю», выпущенная компанией Her Interactive в 2013 году. Сюжет частично основан на книге «Uncivil Acts» (2005).
В настоящий момент игра доступна только на английском языке. Все версии на русском языке являются неофициальными.

## Сюжет
Джесслин Торнтон и её лучшая подруга Эддисон посетили заброшенную усадьбу Торнтон для предсвадебного торжества с ночевкой, но веселье закончилось, когда Джесслин исчезла. Теперь друзья Джесси, семья и коллеги ведут поиски по всей территории острова Блэкрок. Эксперт по паранормальным явлениям и призракам Саванна Вудэм попросила Нэнси Дрю приехать для помощи в расследовании этого дела. Почему наследница бизнес-империи Торнтон исчезла среди развалин?…